# کارکس آدوستا

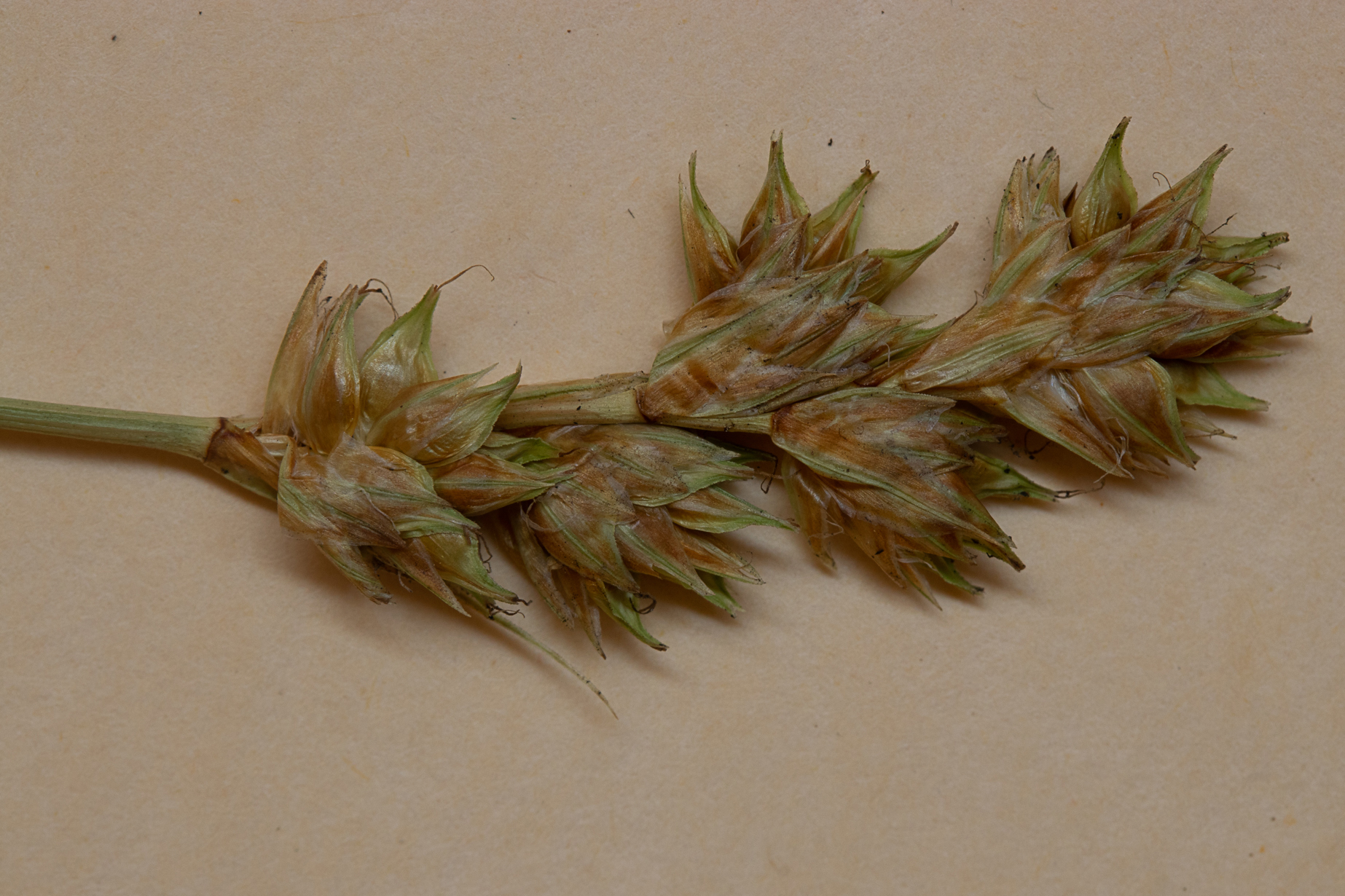
گونه‌ای از جگن است که معمولاً به نام جگن قهوه‌ای

کارکس آدوستا (انگلیسی: Carex adusta) گونه‌ای از جگن است که معمولاً به نام جگن قهوه‌ای نیز شناخته می‌شود.